# Bàsquet als Jocs Olímpics d'Estiu de 2024
El basquetbol als Jocs Olímpics de París de 2024 es va disputar entre el 27 de juliol i l'11 d'agost de 2024. L'esdeveniment del 5x5 masculí és present als Jocs Olímpics des de les Olimpíades de Berlín de 1936. Fins als Jocs Olímpics de Mont-Real de 1976 no es va incorporar la competició 5x5 femenina. Les dues competicions de bàsquet 3x3 no es van introduir fins als passats jocs de Tòquio 2020.
Els Estats Units d'Amèrica ha estat històricament la selecció hegemònica en aquest esdeveniment de les Olimpíades, guanyant 32 medalles, 20 per la selecció masculina (17 són d'or) i 12 la selecció femenina (10 de les quals d'or).
Pel que fa a la modalitat 3x3, Letònia i els Països Baixos en categoria masculina i els Estats Units i Alemanya en categoria femenina, són les úniques seleccions que han aconseguit una medalla d'or.

## Calendari
| G | Fase de grups | ¼ | Quarts de final | ½ | Semifinals | B | Partidt per la medalla de bronze | F | Final per la medalla d'or |

| Event↓/Data→ | Ds 27 | Dg 28 | Dl 29 | Dm 30 | Dx 31 | Dj 1 | Dv 2 | Sáb 3 | Sáb 3 | Dg 4 | Dg 4 | Dl 5 | Dl 5 | Dl 5 | Dm 6 | Dx 7 | Dj 8 | Dv 9 | Ds 10 | Ds 10 | Dg 11 | Dg 11 |
| ------------ | ----- | ----- | ----- | ----- | ----- | ---- | ---- | ----- | ----- | ---- | ---- | ---- | ---- | ---- | ---- | ---- | ---- | ---- | ----- | ----- | ----- | ----- |
| 5×5 Masculí  | G     | G     |       | G     | G     |      | G    | G     | G     |      |      |      |      |      | ¼    |      | ½    |      | B     | F     |       |       |
| 5×5 Femení   |       | G     | G     |       | G     | G    |      | G     | G     | G    | G    |      |      |      |      | ¼    |      | ½    |       |       | B     | F     |
| 3×3 Masculí  |       |       |       | G     | G     | G    | G    |       |       | G    | ¼    | ½    | B    | F    |      |      |      |      |       |       |       |       |
| 3×3 Femení   |       |       |       | G     | G     | G    | G    | G     | ¼     |      |      | ½    | B    | F    |      |      |      |      |       |       |       |       |

## Esdeveniments

### Categoria masculina
| Esdeveniment        | Or | Plata | Bronze |
| 5x5 Masculí detalls | Estats UnitsBam Adebayo · Devin Booker · Stephen Curry · Anthony Davis · Kevin Durant · Anthony Edwards · Joel Embiid · Tyrese Haliburton · Jrue Holiday · LeBron James · Jayson Tatum · Derrick White | FrançaAndrew Albicy · Nicolas Batum · Isaïa Cordinier · Bilal Coulibaly · Nando de Colo · Evan Fournier · Rudy Gobert · Mathias Lessort · Frank Ntilikina · Matthew Strazel · Victor Wembanyama · Guerschon Yabusele | SèrbiaAleksa Avramović · Bogdan Bogdanović · Dejan Davidovac · Ognjen Dobrić · Marko Gudurić · Nikola Jokić · Nikola Jović · Vanja Marinković · Vasilije Micić · Nikola Milutinov · Filip Petrušev · Uroš Plavšić |
| 3×3 Masculí detalls | Països BaixosJan Driessen · Dimeo van der Horst · Arvin Slagter · Worthy de Jong | FrançaLucas Dussoulier · Timothé Vergiat · Jules Rambaut · Franck Seguela | LituàniaŠarūnas Vingelis · Gintautas Matulis · Aurelijus Pukelis · Evaldas Džiaugys |

### Categoria femenina
| Esdeveniment       | Or | Plata | Bronze |
| 5x5 Femení detalls | Estats UnitsNapheesa Collier · Kahleah Copper · Chelsea Gray · Brittney Griner · Sabrina Ionescu · Jewell Loyd · Kelsey Plum · Breanna Stewart · Diana Taurasi · Alyssa Thomas · A'ja Wilson · Jackie Young | FrançaValériane Ayayi · Marième Badiane · Romane Bernies · Alexia Chery · Marine Fauthoux · Marine Johannès · Leïla Lacan · Dominique Malonga · Sarah Michel · Iliana Rupert · Janelle Salaün · Gabby Williams | AustràliaAmy Atwell · Isobel Borlase · Cayla George · Lauren Jackson · Tess Madgen · Ezi Magbegor · Jade Melbourne · Alanna Smith · Stephanie Talbot · Marianna Tolo · Kristy Wallace · Sami Whitcomb |
| 3×3 Femení detalls | AlemanyaMarie Reichert · Elisa Mevius · Sonja Greinacher · Svenja Brunckhorst | EspanyaVega Gimeno · Sandra Ygueravide · Juana Camilión · Gracia Alonso de Armiño | Estats UnitsDearica Hamby · Cierra Burdick · Hailey Van Lith · Rhyne Howard |

### Medaller
| Posició | CON           | Or | Argent | Bronze | Total |
| 1       | Estats Units  | 2  | 0      | 1      | 3     |
| 2       | Alemanya      | 1  | 0      | 0      | 1     |
| 2       | Països Baixos | 1  | 0      | 0      | 1     |
| 4       | França        | 0  | 3      | 0      | 3     |
| 5       | Espanya       | 0  | 1      | 0      | 1     |
| 6       | Austràlia     | 0  | 0      | 1      | 1     |
| 6       | Lituània      | 0  | 0      | 1      | 1     |
| 6       | Sèrbia        | 0  | 0      | 1      | 1     |
| Total   | Total         | 4  | 4      | 4      | 12    |